# Veliko čadsko jezero
Veliko čadsko more ili Veliko čadsko jezero (eng. Mega Chad) je pretpovijesno drevno unutarnje more, paleojezero na mjestu današnjeg Čadskog bazena, koji predstavlja utonuli dio pretkambrijskog Afričkog štita. Od njega je danas ostalo samo Čadsko jezero. Drevno more ostavilo je najznačajniji fiziografski utjecaj na Čadski bazen. Kad je bilo najveće, Veliko čadsko more bilo je dublje od 180 metara. Prostiralo se na oko 400.000 četvornih kilometara. Izlijevalo se u Atlantski ocean kroz sustav rijeke Benue. Otjecalo je na jug preko današnje rijeke Kébi i preko vodopada Gauthiot zapadno u rijeku Benue i Atlantski ocean. Dok je postojalo, more se širilo i skupljalo se površinom. Od 39.000 godina prije Krista do 300. g. prije Krista prošlo je kroz četiri visoke faze. U ranom holocenu, sve do prije 7000 godina, Veliko čadsko more bilo je na nadmorskoj visini od 335 metra, odnosno 55 metara više nego današnje Čadsko jezero. Dubina mora bila je tad 170 metara i prostiralo se na 336.700 četvornih kilometara. Stratigrafski zapisi dokumentirali su povijest mora. Čine ga debeli slojevi diatomitskoj zemlje (Kieselguhr), lakustrinskih pijesaka, terasastih obalnih crta te ostatci suvremenih vrsta ribe i školjkaša u danas suhim traktovima bazena. Dno bazena i drevnog mora je sjeveroistočno od današnjeg Čadskog jezera, 480 km dalje u Djourabskoj depresiji. Južna strana Čadskog jezera tlo ima dosta glinskih naslaga nakupljenih na dnu Velikog čadskog mora. Stariji sustavi dina koje je prepljavljivalo Veliko čadsko more, tvore četiri pravocrtna otoka u današnjem Čadskom jezeru i protežu se stotinama milja ka istoku, gdje međudinske praznine ispunjaju diatomiti i drugi jezerski talozi. Talozi s dna ovog mora poslužili su kao gnojivo za amazonske prašume. Vjetar s osušenog dna odnosi prašinu preko Atlantskog oceana. Sadrži fosfor i druga gnojiva čime se nadomješta vitalne sastojke koje velike kiše isperu iz tla u džungli. Skoro 22.000 tona fosfora godišnje prenese se u Amazoniju. More se naglo skupilo, u samo dvjestotinjak godina. Dotad se prostiralo na teritoriju četiriju današnjih država Čada, Nigera, Nigerije i Kameruna, u velikom dijelu današnje Sahare te dijelu Sahela. Premda se ovo paleojezero naziva i morem, ono nije bilo slano, nego je bilo slatkovodno i bilo je najveći izvor slatke vode na Zemlji. Sjevernoafričko vlažno razdoblje bilo je povišenih oborina u području Sahare. Naglo je prestalo prije 5000 godina, kad je bilo najveće ovo jezero. Bodélska depresija (bazen Bodélé), danas najveći svjetski izvor prašine, nije presušila sve do prije 1000 godina. Iz toga proizlazi da je gnojenje Amazonije počelo prije tisuću godina, još je uvijek ostalo tajnom kako su te džungle primale hranjive tvari prije toga. Analiziranjem satelitskih snimaka, tražeći stare obalne crta i obalnog sedimenta, znanstvenici su izračunali starost obalnih crta. Prvotne procjene bile su da se povijest jezera proteže na zadnjih 15.000 godina. 
Jezero je bilo najvećeg raspona oko 5000 g. prije Krista. Bilo je najveće od četiri saharska paleojezera i procjenjuje se da je bilo tad površine 390.000 četvornih kilometara, više nego današnje Kaspijsko jezero. Na sjeveru se prostiralo do 100 km od Faya-Largeaua. U najvećem rasponu mora rijeka Mayo Kébbi bila je sjeverni ogranak paleojezera - mora Velikog čadskog mora. Spajala ga je s rijekom Nigerom i Atlantskim oceanom. Nazočnost Zapadnoafričke morske krave u pritokama jezera Čada dokaz je tome.
Postojanje velikog jezera otkrili su britanski znanstvenici. Istraživanja su objavili 2015. u Proceedings of the National Academy of Sciences.